# Баритон
Баритон е вид на класически мъжки певчески глас и средният по височина мъжки певчески глас, чийто вокален диапазон е между бас и тенор. Това е най-често срещаният мъжки глас. Произлиза от гръцки – βαρύτονος (barýtonos), което означава дълбок и музиката за този глас обикновено е написана в диапазона от (F2-F4) в хорова музика и (А2 до А4) в оперната музика, но може да бъде удължен в двата края. Типът баритон обикновено се разделя на баритон на Baryton-Martin (светлина баритон), лиричен баритон, Kavalierbariton, Верди баритон, драматичен баритон, Baryton-noble и бас-баритон. Гласовата му честота е 87 – 350 Hz. в хоровата музика, 100 - 400 Hz в поп музиката и 111 - 444 Hz в оперната музика.

## Баритони
- Любо Киров
- Нончо Воденичаров
- Веселин Маринов
- Георги Кордов
- Георги Милчев-Годжи
- Мустафа Чаушев
- Михаил Йончев
- Шабан Шаулич
- Асен Гаргов
- Вин Дизел
- Тито Гоби
- Юха Коскела
- Брин Терфел
- Джим Морисън
- Еди Ведър
- Дани Левън
- Николай Носков
- Слави Трифонов
- Тони Стораро
- Джаки Шроф
- Борис Дали
- Шива Раджкумар
- Иван Хр. Попов
- Александър Крунев
- Кирил Кръстев
- Денис Теофиков

## Видове

### Baryton-Martin (светъл лиричен баритон)
Този баритон е най-високият и се среща във френския оперен репертоар. Има диапазон от C3 до B4 и има звучене досущо като тенора. На този тип глас се възлагат тежки роли като Пелиас на Клод Дебюси от "Пелеас и Мелизанда". Този глас може да се класифицира погрешно като драматичен тенор (Heldentenor), но има нисък регистър и високите ноти се пеят на фалцет. Преходите на гласа в този тип баритон са: C4 (средно до, от първа октава) и F4 (фа на първа октава). 
В хоровата музика светлинният баритон (Baryton Martyn) е с диапазон от D3 до G4, като теситурата е от E3 до E4 и обхваща точно една октава. 
В поп музиката има певци като Майкъл Бубле, използващи подобен глас, с висок регистър, но звучащи като тенор. Даже този глас се класифицира и като баритенор, тъй като се намира между високия баритон и ниския тенор. Границата между двата гласови обхвата е тънка. Елвис Пресли също е представител на този тип баритон. Джон Леджънд също. All of me е типичен пример за това. Особено фалцета за този тип баритон е ярко изразен. Използва се за окраска на гласа във височините. В тези случай може и да мине втора октава, чак до D5, че понякога и до E5 - F5. По-големи крайности са рядко използвани. Дейвид Ковърдейл от Уайтснейк може да стигне на фалцет до ла на втора октава (A5 = 880 Hz).

### Лиричен баритон
Лиричният баритон е по-сладък, по-мек баритонов глас, лишен от грубост; по-лек и може би по-мек от драматичния баритон с по-висока теситура. Обичайният му диапазон е от A под C3 до G над средното C (A2 до G4). Обикновено му се възлагат комични роли като на Папагено във Вълшебната флейта.

### Бас-баритон
Бас-баритона е тип баритон с кадифен и гладък звук. Представител на този тип баритон е Джони Кеш.